# دازگاره افشار
دازگاره افشار یکی از روستاهای شهرستان مهدیشهر در شمال استان سمنان است.
این منطقه در ارتفاعات رشته‌کوه البرز و در شمال شهر مهدیشهر و جنوب استان مازندران جای دارد.

## جمعیت
بر پایه سرشماری در سال ۱۳۸۵، جمعیت این روستا در حدود ۷۹ نفر (۲۷ خانوار) بوده‌است.

## مردم‌شناسی و پیشینه تاریخی
تاریخ سکونت در این منطقه با توجه به آثار یافت شده توسط سازمان میراث فرهنگی و باستانشناسی ایران به هزاره اول قبل از میلاد باز می‌گردد. بر طبق گزارش سازمان میراث فرهنگی کشور، مطابق آثار سطحی به دست آمده از منطقه باستانی دازگاره افشار (اوشار/آبشار) که مربوط به هزاره اول (پیش از میلاد) می‌باشد نحوه تدفین در گورستان این منطقه به صورت طاقباز می‌باشد که به دلیل ضخامت کم خاک ادامه آن در داخل صخره کوه کنده می‌شد به صورت بیضی بوده‌است. اندازه و ابعاد قبور در این منطقه علاوه بر ارتباط با سن مرده با پایگاه اجتماعی آن نیز در ارتباط بوده‌است. ابزار و آلات جنگی مانند سرنیزه، سرپیکان، خنجر در ۳ گور متعلق به مردان و یک گور متعلق به یک زن، حاکی از جنگجو بودن این اقوام است که اقتصاد آن‌ها براساس زندگی دامداری و چوپانی (شبانی) بوده‌است.
در سه صدهٔ گذشته بر طبق اسناد و مدارک موجود از سال ۱۷۲۹ (میلادی) خاندان ساکن در این منطقه از خاندان و نوادگان نادر شاه افشار می‌باشند که پس از پیروزی در نبرد مهماندوست اشرف افغان با نادرشاه، به دلیل موقعیت دفاعی و نظامی در این منطقه که محصور بین کوه‌های مرتفع و بلند است عده‌ای از خاندان افشار آنجا ساکن می‌شوند و نام آن منطقه را با توجه به نام منطقه اجدادی ایل افشار و شهر محل تولد نادر شاه افشار در خراسان یعنی درگز؛ دازگاره افشار می‌گذارند.